# Trichechus pygmaeus
Trichechus pygmaeus (Ламантин карликовий) — можливий вид ссавців з ряду сирен.

## Етимологія
лат. pygmaeus — «карликовий», що відбиває той факт, що цей вид є карликовим у порівнянні з амазонським ламантином, Trichechus inunguis.

## Середовище проживання
Цей можливий вид живе в прісноводних районах Амазонки, а саме в Аріпуані. Мігрує вгору за течією під час сезону дощів. Через невеликий діапазон поширення, запропоновано вважати вид таким, що перебуває під загрозою зникнення.

## Морфологія
Карликовий ламантини, як правило, близько 130 см завдовжки і важить близько 60 кг, що робить його найменшим серед сучасних сирен. Він, у цілому, дуже темний, майже чорний, з білою плямою на животі. Відрізняється від молодого амазонського ламантина в пропорціях, кольорі, морфології зубного ряду. Вони, однак, принаймні, дуже тісно пов'язані, оскільки мтДНК не вдалося виявити жодної різниці між ними. Якщо карликовий ламантини інший вид, то час дивергенції складає менш 485000 років

## Стиль життя
Живе на мілководді, Харчується різними видами водних рослин, як і амазонський ламантин, який, щоправда, віддає перевагу більш глибокій воді. 